# Willem II in het seizoen 1954/55
Het seizoen 1954/1955 was het eerste jaar in het bestaan van de Tilburgse betaaldvoetbalclub Willem II. De club kwam uit in de Eerste klasse B en eindigde in de reguliere competitie op de eerste plaats. Dit hield in dat er om het voetbalkampioenschap van Nederland gestreden mocht worden. Hierin werd na zes wedstrijden de kampioensschaal omhoog gehouden. Tevens betekende dat de club in het nieuwe seizoen uitkwam op het hoogste voetbalniveau.

## Wedstrijdstatistieken

### Eerste klasse C(afgebroken)
|       | BVV   | EBOH  | Excelsior | Hermes DVS | Kerkrade | Limburgia | NAC   | PSV   | RBC   | Sittardia | VVV | Xerxes |
| ----- | ----- | ----- | --------- | ---------- | -------- | --------- | ----- | ----- | ----- | --------- | --- | ------ |
| Thuis | 4 – 1 | –     | –         | –          | –        | 2 – 0     | 0 – 2 | 2 – 3 | –     | –         | –   | –      |
| Uit   | –     | 2 – 1 | –         | –          | 0 – 1    | –         | –     | –     | 2 – 2 | 2 – 4     | –   | 0 – 2  |

### Eerste klasse B
|       | ADO   | Brabantia | DWS   | EDO   | Elinkwijk | Fortuna '54 | Heerenveen | Heracles | Rigtersbleek | Sittardia | Sparta | SVV   | Wageningen |
| ----- | ----- | --------- | ----- | ----- | --------- | ----------- | ---------- | -------- | ------------ | --------- | ------ | ----- | ---------- |
| Thuis | 4 – 0 | 7 – 1     | 5 – 2 | 3 – 1 | 4 – 2     | 6 – 0       | 2 – 2      | 5 – 2    | 8 – 3        | 5 – 1     | 4 – 3  | 6 – 1 | 5 – 0      |
| Uit   | 2 – 3 | 1 – 5     | 0 – 1 | 0 – 1 | 4 – 1     | 2 – 4       | 1 – 1      | 2 – 3    | 2 – 2        | 7 – 4     | 1 – 1  | 0 – 0 | 2 – 6      |

#### Kampioenscompetitie
| Wedstrijd 1                                                                                           | Willem II                                             | 2 – 0 (1 – 0) | Eindhoven                                                             |
| 2 juli 1955 Plaats: Tilburg Gemeentelijk Sportpark Toeschouwers: 19.000 Scheidsrechter: Piet Roomer   | Piet de Jong 15' Sjel de Bruyckere 87'                |               |                                                                       |
| Wedstrijd 2                                                                                           | NAC                                                   | 3 – 1 (1 – 1) | Willem II                                                             |
| 6 juli 1955 Plaats: Breda Beatrixstraat Toeschouwers: 14.010 Scheidsrechter: Leo Horn                 | Leo Canjels 38', 63', 90'                             |               | 23' Piet de Jong                                                      |
| Wedstrijd 3                                                                                           | PSV                                                   | 3 – 3 (2 – 0) | Willem II                                                             |
| 9 juli 1955 Plaats: Eindhoven Philips Stadion Toeschouwers: 16.000 Scheidsrechter: Koos van Gelder    | Harry van Elderen 28' Theo Buenen 34' Coen Dillen 73' |               | 46', 78' Sjel de Bruyckere 48' Jan van Roessel                        |
| Wedstrijd 4                                                                                           | Willem II                                             | 3 – 1 (2 – 1) | PSV                                                                   |
| 13 juli 1955 Plaats: Tilburg Gemeentelijk Sportpark Toeschouwers: 16.000 Scheidsrechter: Ton Formanoy | Piet de Jong 36' Sjel de Bruyckere 44', 85'           |               | 30' Coen Dillen                                                       |
| Wedstrijd 5                                                                                           | Willem II                                             | 2 – 2 (2 – 1) | NAC                                                                   |
| 16 juli 1955 Plaats: Tilburg Gemeentelijk Sportpark Toeschouwers: 22.000 Scheidsrechter: Wim Beltman  | Sjel de Bruyckere 3' Jan van Roessel 7'               |               | 38' Kees Bruyninckx 56' Leo Canjels                                   |
| Wedstrijd 6                                                                                           | Eindhoven                                             | 2 – 3 (2 – 2) | Willem II                                                             |
| 20 juli 1955 Plaats: Eindhoven Aalsterweg Toeschouwers: 17.000 Scheidsrechter: Leo Horn               | Jan Louwers 17', 32'                                  |               | 12' (e.d.) Frans van Tuijl 14' Toon Becx 52' (e.d.) Lambert van Tuijl |

## Statistieken Willem II 1954/1955

### Eindstand Willem II in de Nederlandse Eerste klasse B 1954 / 1955
| Stand | Gespeeld | Gewonnen | Gelijk | Verloren | Punten | Doelpunten voor | Doelpunten tegen |
| ----- | -------- | -------- | ------ | -------- | ------ | --------------- | ---------------- |
| 1e    | 26       | 19       | 5      | 2        | 43     | 96              | 42               |

### Eindstand Willem II in de kampioenscompetitie
| Stand | Gespeeld | Gewonnen | Gelijk | Verloren | Punten | Doelpunten voor | Doelpunten tegen |
| ----- | -------- | -------- | ------ | -------- | ------ | --------------- | ---------------- |
| 1e    | 6        | 3        | 2      | 1        | 8      | 14              | 11               |

### Eindstand Willem II in de Nederlandse Eerste klasse C 1954 / 1955 (afgebroken)
| Stand | Gespeeld | Gewonnen | Gelijk | Verloren | Punten | Doelpunten voor | Doelpunten tegen |
| ----- | -------- | -------- | ------ | -------- | ------ | --------------- | ---------------- |
| 4e    | 9        | 5        | 1      | 3        | 11     | 18              | 12               |

### Topscorers
| #                | Naam                      | Goal |
| ---------------- | ------------------------- | ---- |
| 1.               | Piet de Jong              | 24   |
| 1.               | Jan van Roessel           | 24   |
| 3.               | Sjel de Bruyckere         | 23   |
| 4.               | Toon Becx                 | 13   |
| 5.               | Jan Brooijmans            | 8    |
| 6.               | Rinus Formannoy           | 2    |
| Eigen doelpunten |                           |      |
| 1.               | Bax (EDO)                 | 1    |
| 1.               | Wim Molenaar (Heerenveen) | 1    |
| Totaal           | Totaal                    | 96   |

| #                | Naam                          | Goal |
| ---------------- | ----------------------------- | ---- |
| 1.               | Sjel de Bruyckere             | 6    |
| 2.               | Piet de Jong                  | 3    |
| 3.               | Jan van Roessel               | 2    |
| 4.               | Toon Becx                     | 1    |
| Eigen doelpunten |                               |      |
| 1.               | Frans van Tuijl (Eindhoven)   | 1    |
| 1.               | Lambert van Tuijl (Eindhoven) | 1    |
| Totaal           | Totaal                        | 14   |

| #      | Naam              | Goal |
| ------ | ----------------- | ---- |
| 1.     | Sjel de Bruyckere | 8    |
| 2.     | Jan van Roessel   | 4    |
| 3.     | Piet de Jong      | 3    |
| 4.     | Toon Becx         | 2    |
| 5.     | Jo Mommers        | 1    |
| Totaal | Totaal            | 18   |